# Dendropsophus schubarti
Dendropsophus schubarti es una especie de anfibios de la familia Hylidae.
Habita en Bolivia, Brasil y Perú.
Sus hábitats naturales incluyen bosques tropicales o subtropicales secos y a baja altitud y pantanos.